# Шляйхер, Регина
Регина Шляйхер (нем. Regina Schleicher, род. 21 марта 1974, Вюрцбург, Бавария) — немецкая профессиональная велогонщица.

## Карьера
В детстве семья Регины переехала в Марктхайденфельд, где она посещала школу. Её отец, Ханс Шляйхер (родился в 1949 году), — тренер по велоспорту, и он руководил её карьерой, которая началась, когда она участвовала в гонке RV Concordia Karbach в Карбахе (Нижняя Франкония). Регина Шляйхер получила образование воспитателя детского сада. Её младшая сестра, Андреа, также активно занималась велоспортом и в течение нескольких лет успешно выступала в Бундеслиге за команду RG Thüringen.
Первого успеха в карьере Регина Шляйхер добилась в 1995 году, завоевав золотую медаль в масс-старте на чемпионате Европы до 23 лет.
С 1999 по 2004 годы Регина Шляйхер выступала за итальянские команды по велоспорту. Её партнёром стал спортивный директор команды, Джанлуиджи Барсоттелли.
В 2000 и 2006 годах она побеждала в Туре Нюрнберга.
В сезоне 2002 года она заняла третье место в общем зачёте Кубка мира, уступив только своей соотечественнице Петре Росснер и Мирьям Мельхерс из Нидерландов.
Год спустя она стала второй, уступив лишь британке Николь Кук.
С 2005 года Шляйхер выступала за команду Equipe Nürnberger Versicherung и в том же году выиграла титул чемпиона страны и чемпиона мира на шоссе. Шляйхер считалась одним из лучших спринтеров мира и лучшим спринтером в своей команде и в Германии. Она старалась вывести свою команду в перспективное положение с помощью спринтерского хода — при благоприятной тактической стартовой позиции. На чемпионате мира её товарищи по команде образцово отработали эту тактику и привели Регину Шляйхер к победе.
В 2008 году Шляйхер попала в серьёзную аварию, после которой ей не удалось вернуть прежнюю форму. В следующем году её контракт с Equipe Nürnberger не был продлён, и она объявила о завершении карьеры по окончании Тура Нюрнберга.
В 2010 году она откаталась ещё один сезон с итальянской командой S.C. Michela Fanini Record Rox, после чего окончательно завершила свою карьеру. На Олимпийских играх не выступала.

## Достижения
1992
4-й этап Тура Тюрингии
5-я на Чемпионате мира среди юниоров — групповая гонка
1994
 Чемпионат Германии — групповая гонка
2-й этап Тура Тюрингии
4-й этап Джиро ди Сицилия
2-я на Туре Франкфурта
2-я на Туре Нюрнберга
1995
 Чемпионат Европы — групповая гонка, U23
2-й этап Грация Орлова
2-я на Туре Нюрнберга
1996
Stausee-Rundfahrt Klingnau
5-я на Чемпионат Европы — групповая гонка, U23
1998
2-я на Гран-при Либерационе
1999
1-й этап Вуэльты Майорки
2000
Тур Нюрнберга
1-й этап Эмакумин Бира
2-я на Гран-при Бриссаго — Лаго-Маджоре
2001
2-й этап Джиро ди Тоскана — Мемориал Микелы Фанини
2-я на Трофи Интернешнл
2-я на Гран-при Кастеназо
3-я на Гран-при Либерационе
2002
5-й этап Джиро д’Италия Донне
Гран-при Кастилии и Леона
Гран-при Плуэ — Бретань
2-я на Гран-при Кастеназо
2-я на Трофее Альфредо Бинды — коммуны Читтильо
2-я на Чейтрампет
2-я на Туре Роттердама
3-я на Чемпионате Германии — групповая гонка
8-я на Флеш Валонь Фамм
2003
4-й, 5-й, 6-й и 7-й этапы Джиро д’Италия Донне
1-й этап Вуэльты Кастилии и Леона
Гран-при Ченто — Карневале д’Эуропа
1-й и 4-й этапы GP Feminin du Canada
2-я на Гран-при Кастеназо
2-я на Туре Бохума
2-я на Туре Нюрнберга
2-я на Примавера Роза
4-я на Амстел Голд Рейс
4-я на Туре Роттердама
7-я на Гран-при Кастилии и Леона
10-я на Австралиа Ворлд Кап
10-я на Гран-при Плуэ — Бретань
2004
1-й этап Гран-при Кастилии и Леона
4-й этап Тура Большого Монреаля
3-й этап Джиро дель Трентино-Альто-Адидже — Южный Тироль
3-й этап Джиро д’Италия Донне
3-й этап Холланд Ледис Тур
2-я на Чемпионате Германии — групповая гонка
2-я на Giro Frazioni
2-я на Трофео Коста Этруска I
4-я на Примавера Роза
10-я на Гран-при Плуэ — Бретань
2005
 Чемпионат мира — групповая гонка
 Чемпионат Германии — групповая гонка
Гран-при Либерационе
2-й и 3-й этапы Вуэльты Кастилии и Леона
2-й этап Джиро д’Италия Донне
1-й, 2-й и 3-й этапы Холланд Ледис Тур
2-я на Либерти Классик
4-я на Примавера Роза
2006
Трофей Альфредо Бинды — коммуны Читтильо
Либерти Классик
2-й и 9-й этапы Джиро д’Италия Донне
Гран-при Ченто — Карневале д’Эуропа
1-й и 4-й этапы Холланд Ледис Тур
Тур Нюрнберга
2007
Дрентсе Ахт ван Вестервелд
1-й и 2-й этапы Тура Большого Монреаля
2-й этап Тура Тюрингии
6-й этап Холланд Ледис Тур
2b этап Джиро ди Тоскана — Мемориал Микелы Фанини
2-я на Либерти Классик
3-я на Гран-при Доттиньи
3-я на Туре Нюрнберга
7-я на Австралиа Ворлд Кап
2008
Гран-при Либерационе
1-й этап Тура Большого Монреаля
3b этап Эмакумин Бира
1-й этап Джиро дель Трентино-Альто-Адидже — Южный Тироль
2-я на Дрентсе Ахт ван Вестервелд
5-я на Австралиа Ворлд Кап
2009
1-й этап Джиро дель Трентино-Альто-Адидже — Южный Тироль
2-я на Дрентсе Ахт ван Вестервелд
3-я на Чемпионате Германии — групповая гонка

### Статистика выступления наГранд-турах
| Гонка / Год          | 1994           | 1995           | 1996           | 1997           | 1998           | 1999           | 2000           | 2001           | 2002           | 2003           | 2004           | 2005           | 2006 | 2007 | 2008 | 2009 |
| -------------------- | -------------- | -------------- | -------------- | -------------- | -------------- | -------------- | -------------- | -------------- | -------------- | -------------- | -------------- | -------------- | ---- | ---- | ---- | ---- |
| Гранд Букль феминин  | —              | 66             | —              | —              | —              | —              | —              | 46             | 28             | —              | —              | —              | —    | —    | —    | —    |
| Рут де Франс феминин | не проводилась | не проводилась | не проводилась | не проводилась | не проводилась | не проводилась | не проводилась | не проводилась | не проводилась | не проводилась | не проводилась | не проводилась | —    | —    | —    | DNF  |
| Тур де л'Од феминин  | 43             | 39             | —              | —              | —              | —              | —              | —              | —              | —              | —              | —              | DNF  | —    | —    | —    |
| Джиро Роза           | 26             | 27             | 46             | 48             | 47             | —              | 60             | 56             | 15             | 57             | 58             | DNF            | 50   | DNF  | 79   | DNF  |

## Рейтинги
| Год                 | 2000  | 2001 | 2002 | 2003 | 2004 | 2005 | 2006 | 2007 | 2008 | 2009 |
| ------------------- | ----- | ---- | ---- | ---- | ---- | ---- | ---- | ---- | ---- | ---- |
| Мировой рейтинг UCI | 137-й | 23-й | 8-й  | 8-й  | 25-й | 7-й  | 15-й | 20-й | 24-й | 57-й |
| Мировой кубок UCI   | -     | 17-й | 3-й  | 2-й  | 21-й | 39-й | 7-й  | 9-й  | -    | -    |
|                     |       |      |      |      |      |      |      |      |      |      |
| Источник: UCI       |       |      |      |      |      |      |      |      |      |      |

## Личная жизнь
Регина Шляйхер живёт в Тоскане с начала 2000-х годов и обзавелась семьей. Там у неё есть свой собственный пчеловодческий бизнес.

## Награды
В Марктхайденфельде она получила городскую медаль «За заслуги». Велосипедная дорожка между Марктхайденфельдом и Циммерном была переименована в «Regina-Schleicher-Weg».
Велосипедист года в Германии (2005).
В 2010 году на Берлинской шестидневной велогонке она была удостоена «Золотого гвоздя» от Ассоциации немецких велосипедистов.